# Herdade (Alvito da Beira)
Herdade é uma aldeia da freguesia de Alvito da Beira, Município de Proença-a-Nova e Distrito de Castelo Branco com 42 habitantes